# Platja dels Cárabos
La platja dels Cárabos està situada a la ciutat autònoma de Melilla, Espanya. Posseeix una longitud d'al voltant de 300 metres i una amplada mitjana de 100 metres. Rep el seu nom pels cárabos, petites embarcacions pesqueres rifeñas de pesca, amb els quals traslladaven queviures i objectes per a vendre'ls. Estava ocupada per barraques fins que entre novembre de 1926 i febrer de 1927 van ser derrocades a causa de l'alta possibilitat que fossin destruïdes pels temporals.